# Eurhynchium substrigosum
Eurhynchium substrigosum är en bladmossart som beskrevs av Kindberg in Macoun och Kindberg 1892. Eurhynchium substrigosum ingår i släktet sprötmossor, och familjen Brachytheciaceae. Inga underarter finns listade i Catalogue of Life.